# Oljovatka (Vorónezh)
Oljovatka (ruso: Ольхова́тка) es un asentamiento de tipo urbano de Rusia, capital del raión homónimo en la óblast de Vorónezh.
En 2021, el territorio del asentamiento tenía una población de 12 569 habitantes, de los cuales 3276 vivían en el propio asentamiento y el resto repartidos en seis pedanías: los posiolki de Bolshiye Bazy, Bugayovka, Zabolótovka, Zaguirianka, Mályye Bazy y Sálovka. Las seis pedanías forman una conurbación con la capital municipal, funcionando el conjunto como si fuese una sola localidad. Sin embargo, se consideran localidades separadas y no barrios porque la mayor parte de ellas perteneció hasta 2013 a los asentamientos rurales de Bazy y Zabolótovka. El término municipal actual se formó en 2013 mediante la fusión del ayuntamiento urbano de Oljovatka (cuya única pedanía era hasta entonces Zaguirianka) con estos dos asentamientos rurales.
Se ubica unos 20 km al noroeste de Rósosh, junto a la carretera que lleva a Alekséyevka, junto a la confluencia del río Oljovatka con el río Chiórnaya Kalitvá.

## Historia
Fue fundado en 1702 por los cosacos de Zaporiyia. Formó parte del uyezd de Ostrogozhsk en la gobernación de Vorónezh. Debido a su origen cosaco, hasta mediados del siglo XX la mayoría de los habitantes eran étnicamente ucranianos. La Unión Soviética le dio el estatus de capital distrital en 1928, al formarse los raiones de la óblast de Chernozem Central, y el de asentamiento de tipo urbano en 1952.